# Рівненська обласна бібліотека для дітей
Комунальний заклад «Рівненська обласна бібліотека для дітей» Рівненської обласної ради — найбільша спеціалізована дитяча бібліотека на Рівненщині, культурно-освітня, виховна, науково-інформаційна установа, що здійснює бібліотечно-бібліографічне обслуговування дітей, підлітків та організаторів дитячого читання; обласне сховище, яке забезпечує повноту репертуару видань для дітей; методичний і консультаційний центр для бібліотек області, що обслуговують дітей.

## Історія
Рівненська (до 1992 р. — Ровенська) обласна бібліотека для дітей створена 3 лютого 1940 р. на виконання постанови бюро Ровенського обкому КП/б/У № 28 від 03 лютого 1940 р. 
Під час німецької окупації в часи Другої світової війни з червня 1941 по 7 листопада 1944 р. діяльність закладу було припинено, книжковий фонд знищений.
Після відновлення діяльності допомогу в становленні та розвитку бібліотеки надавали бібліотеки м. Києва, Житомира. 15 січня 1945 р. НКО України своїм листом зобов’язав Житомирську обласну бібліотеку для дітей надати допомогу Ровенській обласній бібліотеці. Бібліотеки м. Києва передали в подарунок 4 409 книг.
У 1945 р. бібліотека складалася з абонементу для різних вікових груп читачів, читального залу, відділу обробки і каталогізації літератури, адміністративно-господарського відділу. Штат налічував 9 працівників, в т. ч. 6 бібліотечних. Створено систематичний каталог, розпочато роботу над алфавітним. Бібліотека передплачувала 23 журнали та 18 газет. Станом на 1 січня 1945 р. бібліотечний фонд становив 2 150 примірників. У 1944 р. обслужено 403 читачі, у 1945 р. — 1 975 читачів.
З 1947 р. бібліотека розпочинає проведення обласних семінарів працівників бібліотек для дітей області. У 1947 р. проведено один п’ятиденний семінар, далі – по два обласних п’ятиденних семінари щороку. Також здійснювалися виїзди в райони області з метою вивчення стану бібліотечного обслуговування дітей.
1960–1974 — період інтенсивного розвитку бібліотеки, становлення та визначення її структури, зміцнення кадрів, удосконалення бібліотечно-бібліографічного обслуговування читачів, активізації методичної діяльності. У цей період сформовано основну структуру бібліотеки:
- адміністрація;
- відділ комплектування та обробки літератури;
- відділ зберігання літератури;
- відділ обслуговування читачів дошкільного віку та читачів-учнів 1-3 кл.;
- відділ обслуговування читачів-учнів 4-8 кл.;
- бібліографічний відділ;
- методичний відділ.

Створено систематичні каталоги та картотеки для дітей різних вікових категорій читачів.
У 1974-1984 рр. відбувається рекласифікація бібліотечних фондів за системою ББК, перебудовується структура систематичних каталогів і картотек. Організаційно-методична робота спрямована на централізацію мережі бібліотек.
У 1992 р. затверджено статут бібліотеки. Отримано статус юридичної особи, в структуру введено бухгалтерію.
У середині 90-х рр. бібліотека щорічно обслуговує в середньому понад 10 тис. читачів. Удосконалюються форми популяризації книги, проводяться літературні ігри, вікторини, диспути, прем'єри книг. Водночас розпочалася затяжна криза у комплектуванні фонду бібліотеки, пов’язана з відсутністю державного фінансування на придбання літератури. Пошук альтернативних джерел фінансування (платні послуги, спонсорська допомога, дарунки від читачів) лише частково компенсує потребу закладу в нових книгах. 
З 2002 р. розпочався процес комп’ютеризації бібліотеки. З 2005 р. бібліотека починає використовувати автоматизовану інформаційно-бібліотечну систему MARC-SQL.
У 2013 р. за сприяння Бібліоміст відкрито Інтернет-центр у приміщенні на вул. Відінській, 13.

### Директори закладу
липень-серпень 1940 — Мина Романович Блажко
серпень 1940 — червень1941 — Марія Андріївна Мороз
1944-1954 — Катерина Олександрівна Губська
1954-1956 — Олександра Миколаївна Клімова
1956 - 1995 — Олександр Омелянович Слива, ветеран Великої Вітчизняної війни, заслужений працівник культури України
1995-2000 — Світлана Петрівна Шарафан
2000-2016 — Лариса Мефодіївна Лісова, заслужений працівник культури України
2016 – дотепер — Наталія Адамівна Назарук

### Назви закладу
1940-1947 — Ровенська обласна бібліотека для дітей
1947-1962 — Ровенська обласна бібліотека для дітей та юнацтва
1962-1992— Ровенська обласна бібліотека для дітей 
1992- 2012 — Рівненська державна обласна бібліотека для дітей
2012 — Комунальний заклад «Рівненська обласна бібліотека для дітей» Рівненської обласної ради

### Приміщення бібліотеки
1940-1941 —  вул. Сенаторська, 17 (тепер — вул. М. Драгоманова).

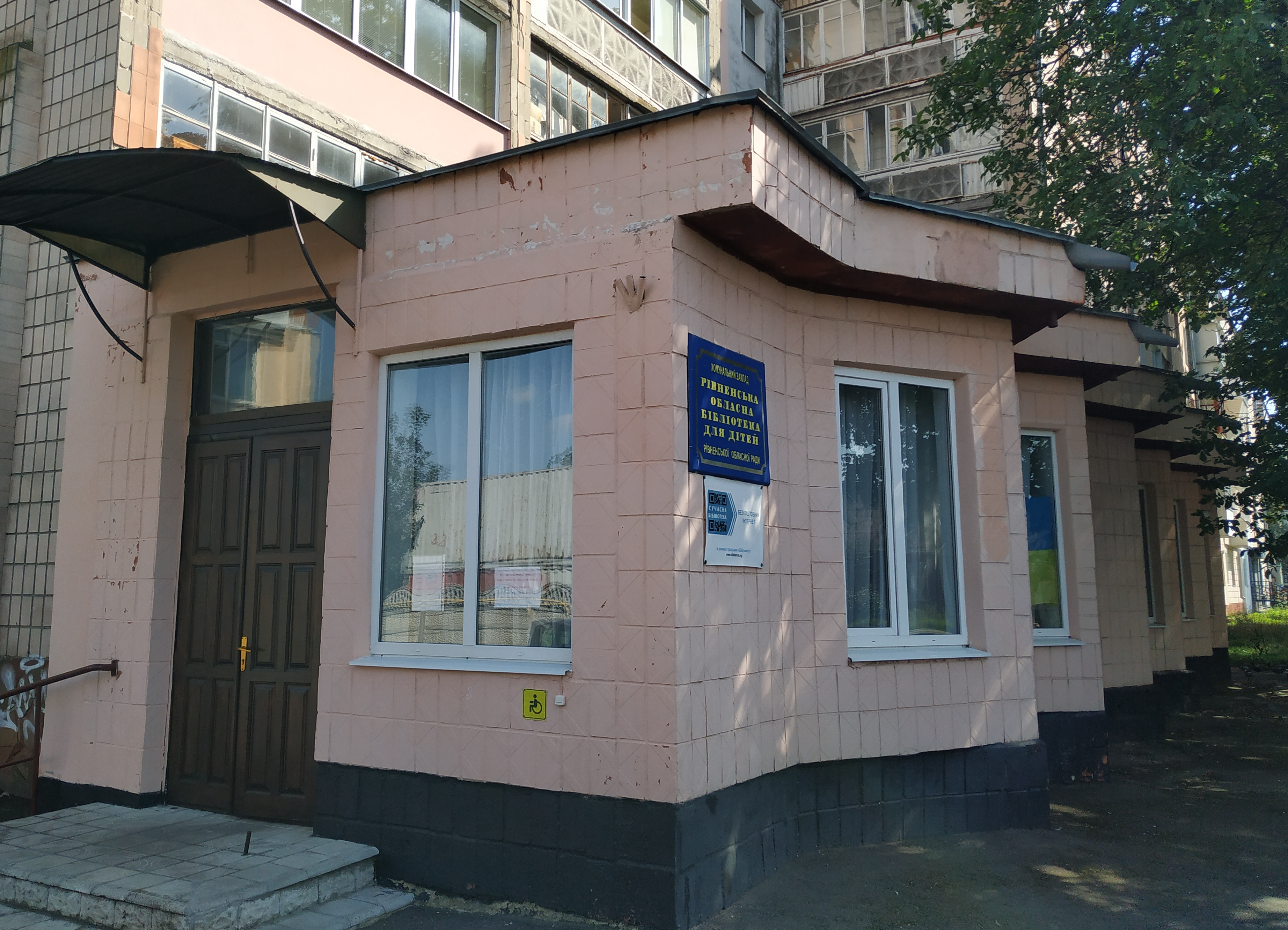
Приміщення Рівненської обласної бібліотеки для дітей на вул. Відінській, 13

1944-1946 — вул. Червоноармійська, 17 (тепер — вул. С. Петлюри).
1946-1954 — вул. Ленінська, 4 (тепер — вул. Соборна)
Сьогодні бібліотека розташована в трьох приміщеннях м. Рівне:
з 1954 — на вул. Червоноармійська, 43 (сьогодні — вул. С. Петлюри, 27, будинок є пам’яткою архітектури місцевого значення – т. зв. «Будинок Басі Каган» );
з 1976 — на вул. Відінській, 13;
з 1981 — на проспекті Миру, 16.

## Сучасність

### Структура та ресурси
Структура бібліотеки
- адміністрація
- бухгалтерська служба
- відділ обслуговування дітей дошкільного та молодшого шкільного віку (Пр. Миру, 16)
- відділ обслуговування дітей середнього та старшого шкільного віку (з Інтернет-центром) (вул. Відінська,13)
- відділ масової роботи та естетичного виховання (з віртуальним читальним залом) (вул. Симона Петлюри, 27)
- інформаційно-бібліографічний відділ
- науково-методичний відділ
- відділ комплектування фондів та каталогізування документів
- відділ зберігання та реставрації бібліотечних фондів
- сектор інформаційних технологій та електронних ресурсів

Фонди та електронні ресурси
На 01.01.2024 року фонд бібліотеки становить 135 430 примірників, в т. ч. книги – 113 795, періодичні видання – 15 648, аудіовізуальні матеріали – 5 446, електронні видання – 541. 
Бібліотека має найбільш повне в області зібрання книг для дітей рівненських авторів. З 2016 р. формується колекція розвиваючих та ігрових видань для дітей. Щорічно передплачується в середньому 100 назв газет та журналів, серед яких близько 50 назв — на допомогу навчально-виховному процесу в школі.
Створюються різноманітні електронні ресурси, в т. ч. з використанням сервісів веб 2.0: віртуальні виставки, буктрейлери, пізнавально-ігрові досьє, вебквести.
Бібліотека веде офіційний вебсайт, сторінки в соцмережах фейсбук, інстаграм, канали в телеграм та ютуб, блог БібліоHouse, сайт інформаційно-бібліографічного відділу, корпоративний сайт «Бібліогротека».
Довідково-пошуковий апарат
Основна частина довідково-пошукового апарату – система каталогів і картотек.
Читацькі каталоги і картотеки: систематичний каталог для учнів 5-9 кл.; систематична картотека статей для учнів 5-9 класів; краєзнавча картотека для учнів 5-9 класів; систематичний каталог для учнів 2-4 кл.
Службові каталоги і картотеки: Електронний каталог; генеральний службовий алфавітний каталог; систематичний каталог для організаторів дитячого читання, систематична картотека статей для організаторів дитячого читання, систематична картотека методичних та бібліографічних матеріалів, реєстраційна картотека періодики

### Бібліотечне обслуговування
Протягом року бібліотека обслуговує в середньому 12 тис. користувачів, здійснює 203 тис. видач документів, проводить 500 масових заходів з дітьми. 
У бібліотеці працюють:  творчі студії «Кольорові намистинки», профістудії «Дегустація професій», клуб логічних розваг «Мудрограйлик», EкоLife студії, превентивний лекторій «Бережи себе, малюк!», підлітковий клуб «БібліоHouse», «Літературні сніданки з цікавими книгами», краєзнавчі студії «Відчуй, що це земля твоя», фольклорно-етнографічна вітальня «Бабусині обереги», мистецька вітальня «Музи Парнасу».
Проєкти
2009-2020 — «Через маленьку книгу — у великий світ» — цільова комплексна програма діяльності, спрямована на залучення до читання та сприяння соціальній адаптації дітей дошкільного та молодшого шкільного віку, що мають інвалідність та позбавлені батьківського піклування через співпрацю з закладами дошкільної освіти та  навчально-реабілітаційним центром «Особлива дитина».
2011-2022 — «Бібліотека йде до Вас» — для пацієнтів дитячого відділення Рівненського обласного спеціалізованого диспансеру радіаційного захисту населення.
2011-2021 — «Відомі рівняни читають дітям» — в межах Національного проєкту «Україна читає дітям».
2011-2021 — програма «Літо на книжковій галявині»  — організація змістовного і комфортного дозвілля дітей під час літніх канікул.
2015 — Корпоративне об’єднання «Бібліоігротека». Бібліотека є ініціатором та адміністратором об’єднання дитячих бібліотек Рівненської області зі створення інтерактивних ігрових ресурсів та наповнення однойменного вебсайту.
2018- 2019 — міжрегіональний інноваційний  проєкт з профорієнтації учнівської молоді  «ПрофіСтарт», який у Рівненській області реалізовувався під гаслом «Знай і люби свій край». Ініціатори – Херсонська обласна бібліотека для дітей імені Дніпрової Чайки та Херсонський обласний центр зайнятості. Мета: привернення уваги молоді до професій туристичної галузі та сприяння національно-патріотичному вихованню підлітків.
2022 рік  — літні читання «Книжкові вакації»  — організація змістовного, цікавого і комфортного дозвілля дітей під час літніх канікул.
2022 рік —  «Тату, почитай!» — спільно з Всеукраїнською ініціативою «Додай читання!», спрямований на активізацію спільного родинного читання, ознайомлення батьків з оновленим бібліотечним фондом, промоцію кращих зразків сучасної україномовної дитячої літератури. В межах проєкту видано збірку для родинних читань «Тато читає».
Ґрантові проєкти
Клуб сімейного дозвілля «Нінтешк@» — переможець 7 раунду конкурсу проєктів співпраці бібліотек з місцевими громадами програми «Бібліоміст» у партнерстві з Радою міжнародних наукових досліджень та обмінів (IREX) за підтримки Фундації Білла та Мелінди Гейтс 2012 р. Клуб створено з метою розвитку ігрового руху у бібліотеці та забезпечення змістовного відпочинку батьків і дітей шляхом надання нової у місті безкоштовної послуги – користування суперсучасними ігровими консолями Nintendo Wii.
«Організація нових бібліотечних послуг з використанням вільного доступу до інтернету» — переможець 4 раунду конкурсу програми міжнародної технічної допомоги «Глобальні бібліотеки «Бібліоміст-Україна» 2013 р. Мета: оснащення бібліотеки комп'ютерами та допоміжним обладнанням з метою надання кращого доступу до інформації, а також навчання бібліотекарів новітнім технологіям.
«Мудрограйлик»  — переможець конкурсу мінігрантів від Рівненського обласного відділення УБА 2016 р. Мета: розвиток пізнавальної активності дітей та організація їхнього змістовного дозвілля шляхом проведення комплексу навчально-ігрових та творчих занять в однойменному клубі логічних розваг.
«ПОЛіС: Поліція і Спільнота»  —  переможець грантового проєкту міжнародної організації IREX 2017-2018 рр. Мета: підвищення ефективності превентивних заходів та надання дітям більш якісних знань і навичок безпечного руху на дорозі.
«Маловідомі архітектурні пам'ятки Рівного» — переможець конкурсу від Українського культурного фонду 2018 р. Мета — популяризація пам'яток архітектури місцевого значення.
«Book- та art-терапія – вакцина від стресу» — переможець конкурсу мінігрантів від Рівненського обласного відділення УБА 2021 р. Мета: підтримка дітей з інвалідністю та їх психологічна реабілітація за допомогою книги, творчості, гри.
«НадзвиЧайні історії маленьких українців»  — переможець конкурсу мінігрантів від Рівненського обласного відділення УБА 2022 р. Мета: психоемоційна підтримка дітей в умовах воєнного стану за допомогою бібліосторітелінгових занять та благодійних майстерок з виготовлення оберегів для захисників і «добрих іграшок» для хворих дітей.
Бібліолонгрід «Разом з книгою вчу мову» — переможець конкурсу мінігрантів від Рівненського обласного відділення УБА 2023 р.
«Ми – є!» - переможець конкурсу мінігрантів від Рівненського обласного відділення УБА 2025 р. Мета проєкту - підтримка дружин військових через залучення до психологічних тренінгів, занять з емоційної стійкості, безконфліктного спілкування та спільного читання. Діти залучаються до казко-, арт- і тедітерапії.

### Окремі напрямки діяльності
Видавнича діяльність
Бібліотека видає методично-бібліографічні матеріали «Письменники Рівненщини – дітям», буклети серії «Герої нації» (до ювілейних дат видатних громадських та державних діячів), методичні поради батькам, вчителям, бібліотекарям щодо ознайомлення з кращою сучасною українською літературою для дітей «Краще. Сучасне. Дитяче», рекомендаційні бібліографічні посібники (біобібліографічні нариси, рекомендаційні бібліографічні списки, бібліографічні пам’ятки) для дітей та організаторів дитячого читання. 
Формування медіаінформаційної грамотності користувачів
У співпраці з закладами загальної середньої освіти Рівного бібліотека проводить заняття з основ медіаінформаційної грамотності для дітей на теми: «Медіасловничок для малечі», «Рекламна інформація», «Медіагігієна», «Медіапростір. Історія розвитку», «Безпечний інтернет» та ін.
Проводяться тренінги з медіаграмотності для дорослих (бібліотекарів, методистів, вчителів) за методикою Академії української преси. 

## Премія «Кобзарик»
У 1998 р. бібліотека заснувала премію «Кобзарик» для відзначення представників громадськості, читацького активу за співпрацю з бібліотекою, допомогу у вирішенні актуальних питань її роботи, успішну популяризацію дитячої книги та наполегливу читацьку діяльність. Присуджується щорічно у двох номінаціях: «Кращий читач» та «Друг бібліотеки».